# Îlot des Palais
L'Îlot des Palais est un site historique et archéologique de la ville de Québec. Le territoire ou le site de l'Îlot des Palais se situe a connu plusieurs occupations. La première occupation des lieux remonte à 975 ans avant aujourd'hui. Aujourd'hui, le site met en valeur les vestiges des palais de l'Intendant de la Nouvelle-France, les magasins du roi, les prisons, et les brasseries Jean Talon et Boswell dans le cadre d'une exposition immersive.
Il est situé dans la Basse-Ville du Vieux-Québec, dans un quadrilatère bordé par les rues des Prairies, Saint-Nicolas et Vallière et la côte de la Potasse, non loin de la gare du Palais.
Sont bien conservées les voûtes du second palais de l'intendant, construit entre 1715 et 1719 pour Michel Bégon de la Picardière. À l'intérieur sont présentés des artéfacts, retrouvés sur le site entre 1982 et 2016 lors de fouilles menées dans le cadre de chantiers-écoles par le département d'archéologie de l'Université Laval,. Le terrain est depuis aménagé en parc urbain.

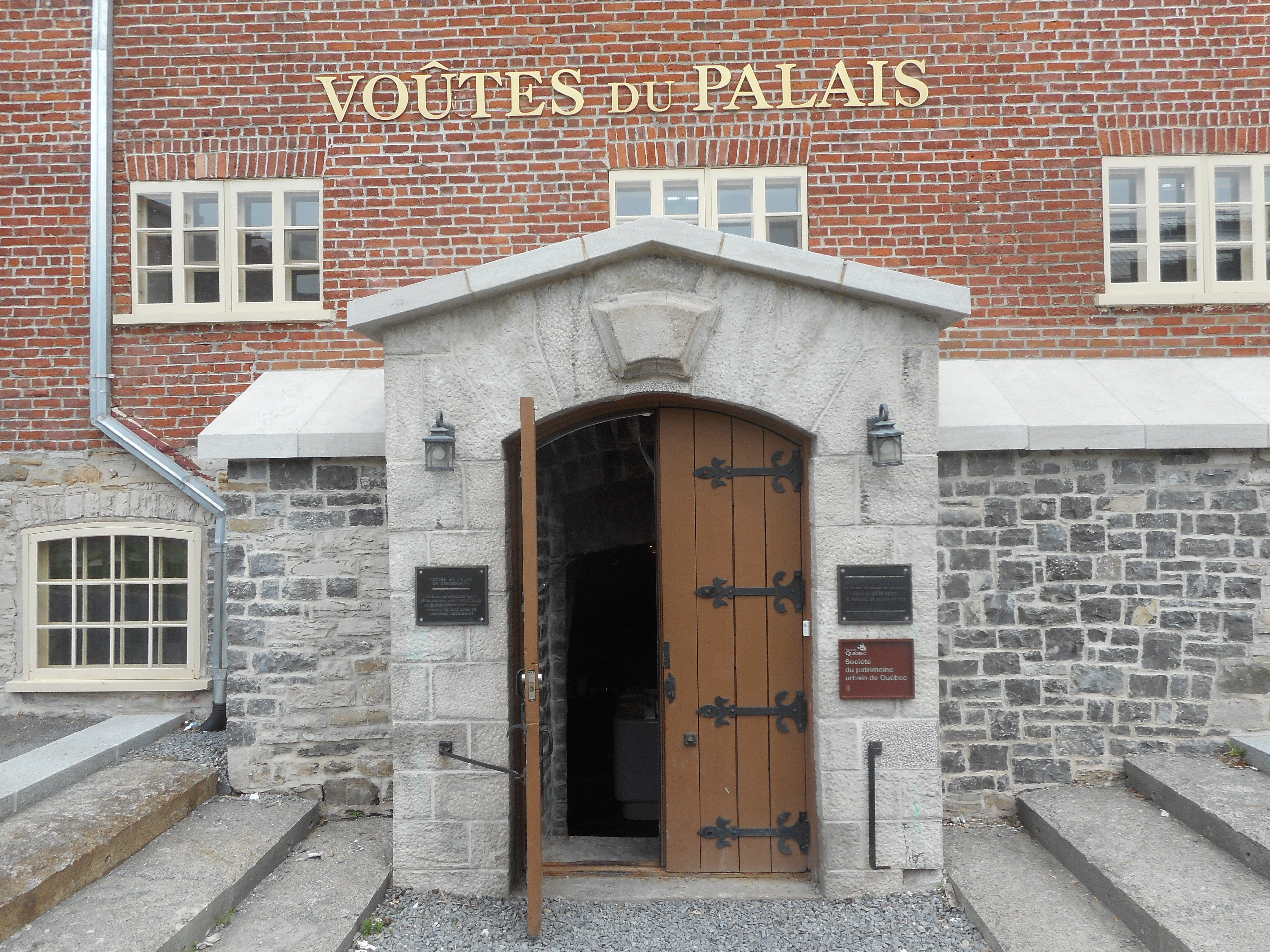
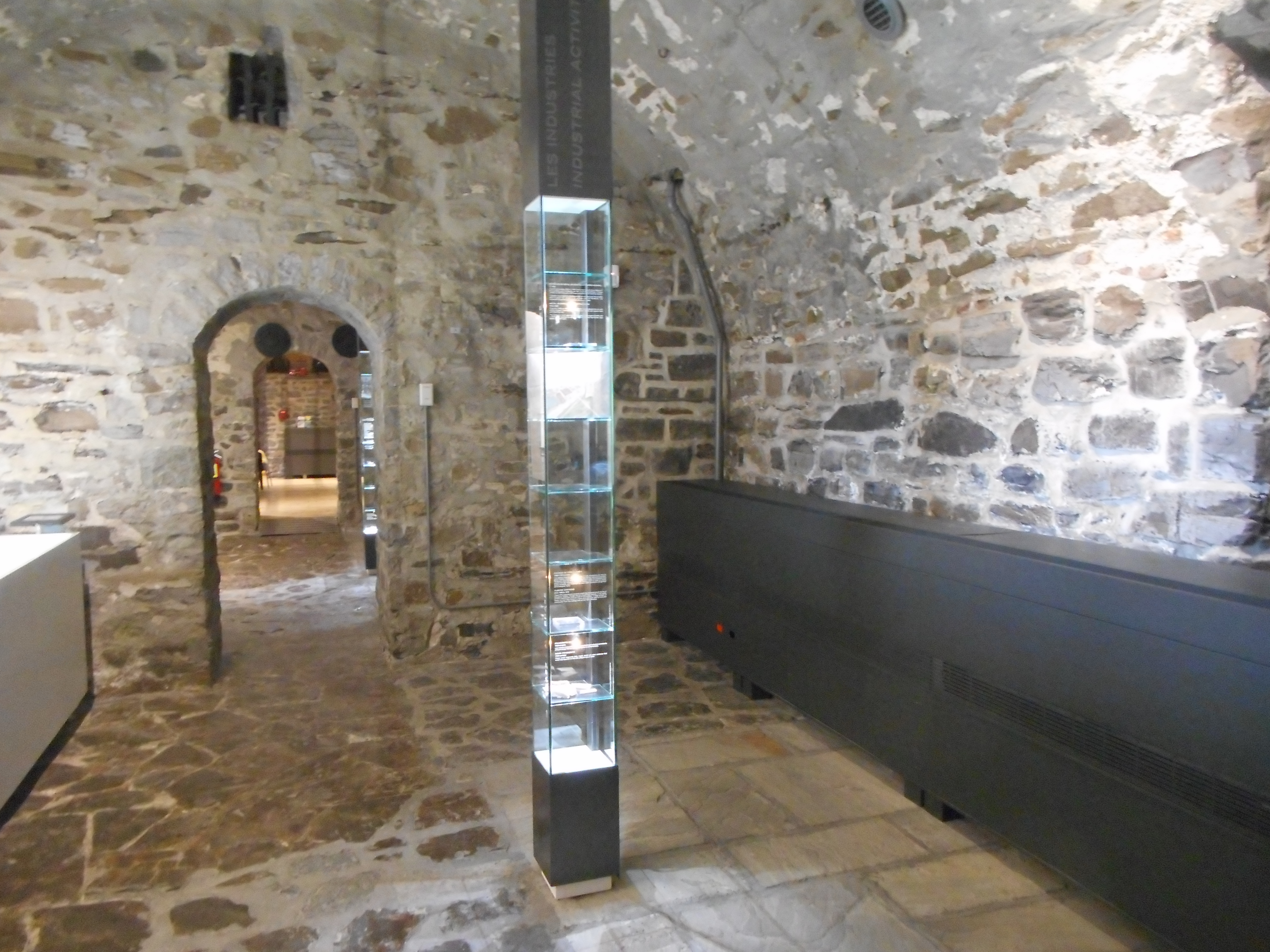
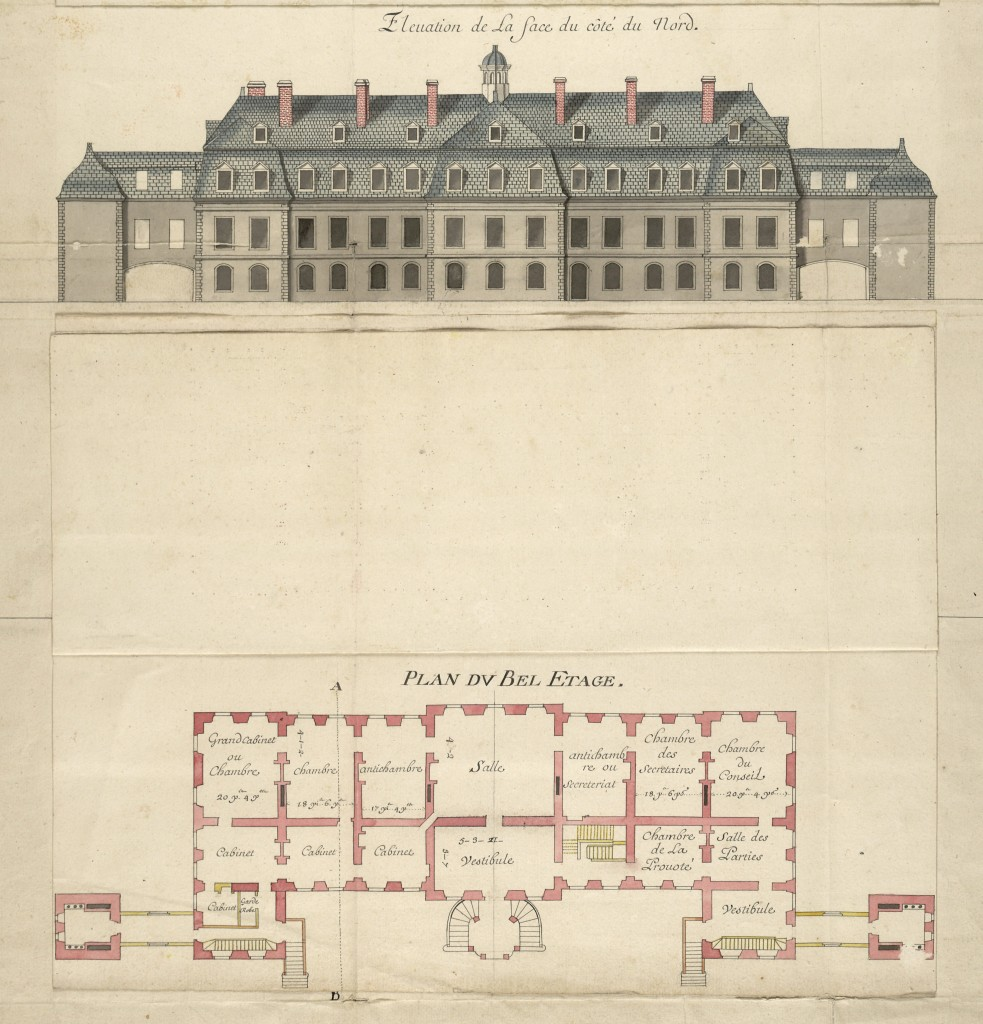
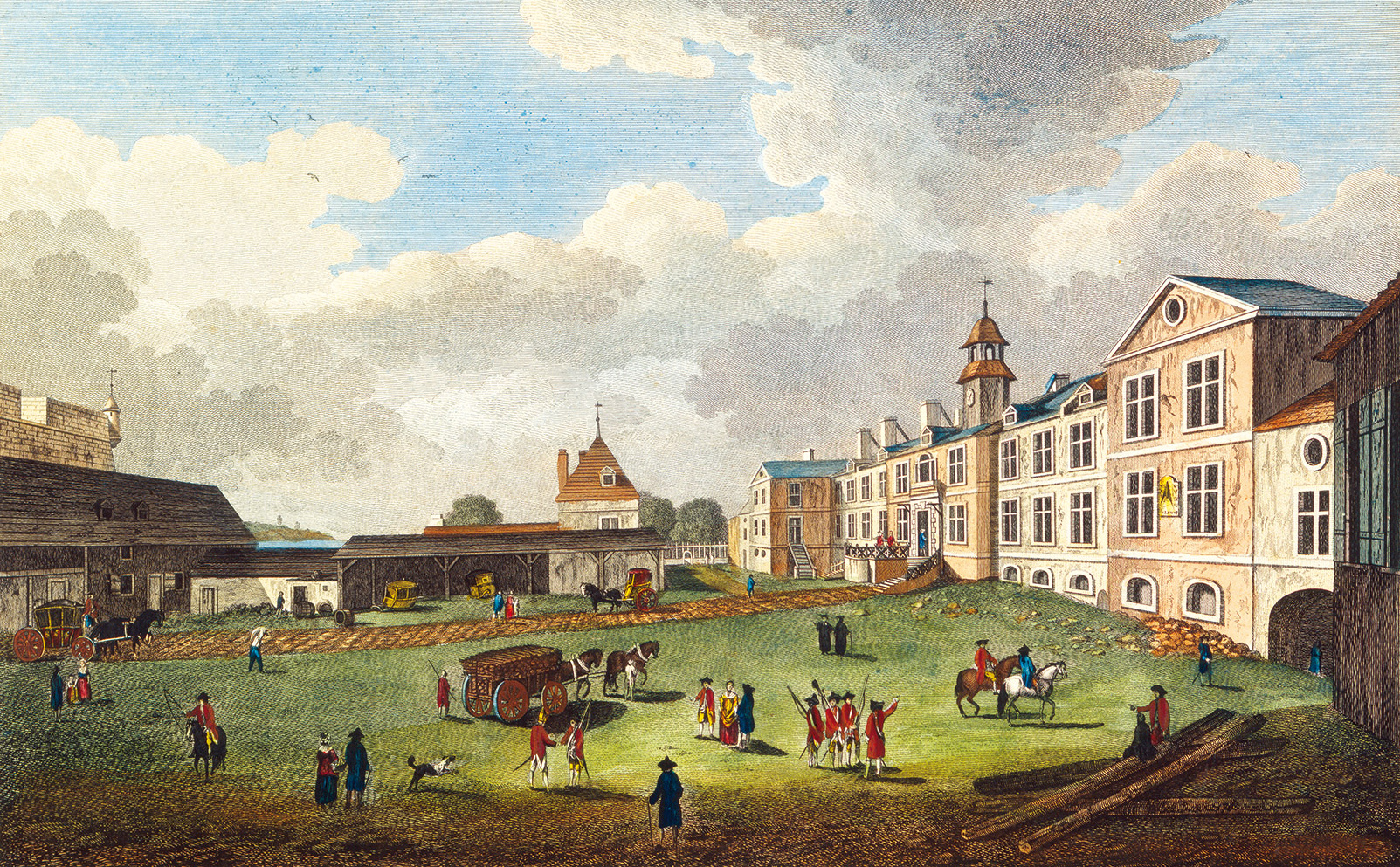
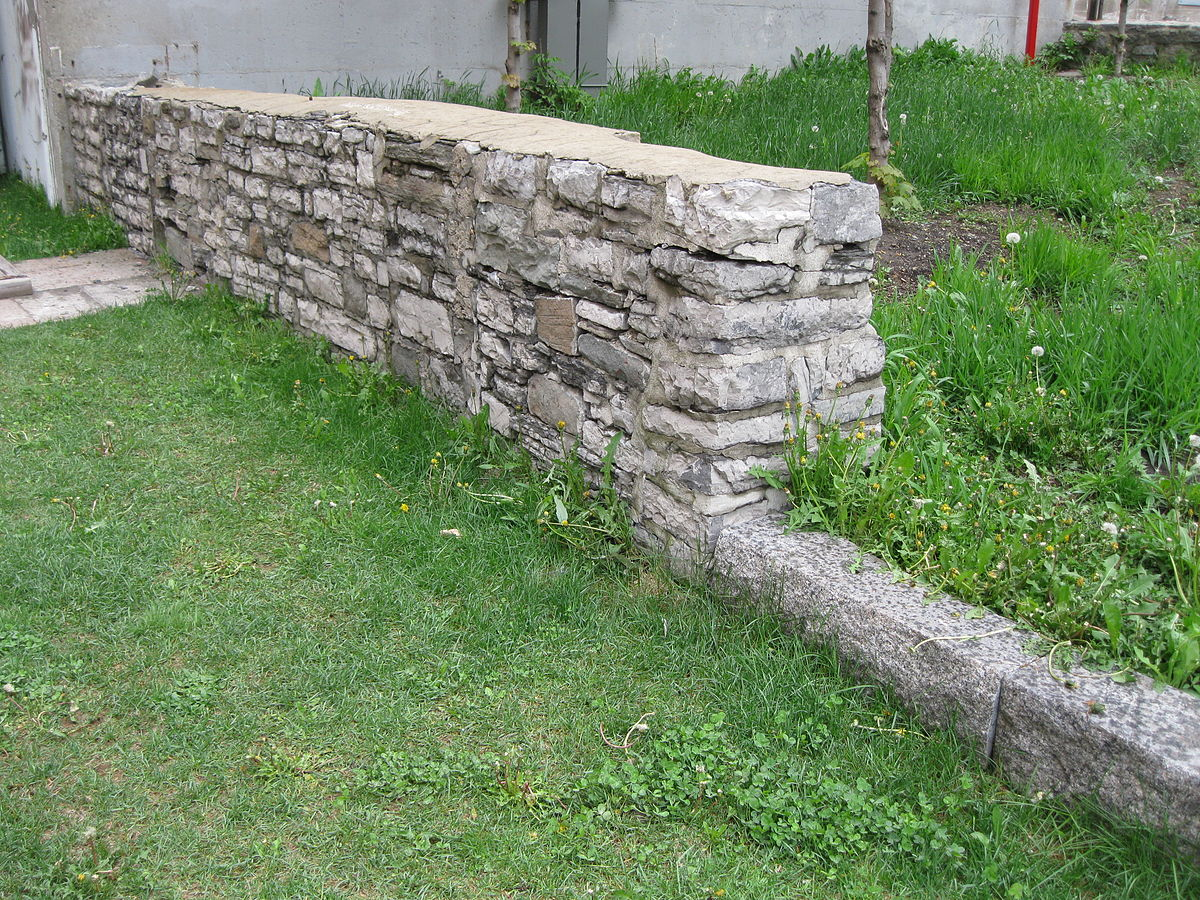